# Chrysalis (EP)
Pour les articles homonymes, voir Chrysalis.
Singles
1. Crush
Sortie : 5 avril 2016
2. Dream Girls
Sortie : 4 mai 2016

Chrysalis est le premier mini-album du girl group sud-coréen I.O.I. L'album est sorti numériquement le 4 mai 2016 et physiquement le 9 mai 2016, avec le titre principal "Dream Girls". L'EP est disponible en deux versions, l'édition standard et l'édition spéciale.

## Liste des pistes
| Téléchargement numérique | Téléchargement numérique                                        | Téléchargement numérique                               | Téléchargement numérique                                                                                        | Téléchargement numérique | Téléchargement numérique | Téléchargement numérique | Téléchargement numérique | Téléchargement numérique | Téléchargement numérique |
| No                       | Titre                                                           | Auteur                                                 | Producteur(s)                                                                                                   | Durée                    |                          |                          |                          |                          |                          |
| ------------------------ | --------------------------------------------------------------- | ------------------------------------------------------ | --- | ------------------------ | ------------------------ | ------------------------ | ------------------------ | ------------------------ | ------------------------ |
| 1.                       | I.O.I (Intro)                                                   | Lim Na-young, Choi Yoo-jung                            | Famousbro, Paul, Shin Hyun-jin, Hong Hye-jin                                                                    | 0:44                     |                          |                          |                          |                          |                          |
| 2.                       | Dream Girls                                                     | Famousbro, Lim Na-young, Choi Yoo-jung                 | Famousbro, Paul                                                                                                 | 3:38                     |                          |                          |                          |                          |                          |
| 3.                       | Knock Knock Knock (똑똑똑; Ttok Ttok Ttok)                      | Park Jang-geun (Duble Sidekick), David Kim, Long Candy | Park Jang-geun (Duble Sidekick), SEION, David Kim                                                               | 3:50                     |                          |                          |                          |                          |                          |
| 4.                       | Doo-Wap                                                         | earattack                                              | earattack | 3:21                     |                          |                          |                          |                          |                          |
| 5.                       | Crush                                                           | Seo Ji-eum, Seo Jung-ah                                | August Rigo, Justin Davey, Ryan S. Jhun, Denzil "DR" Remedios, Melanie Fontana, Michel Schulz, Courtney Woolsey | 3:32                     |                          |                          |                          |                          |                          |
| 6.                       | When the Cherry Blossoms Fade (벚꽃이 지면; Beotkkochi Jimyeon) | Jung Jin-young                                         | Jung Jin-young                                                                                                  | 3:23                     |                          |                          |                          |                          |                          |
| 7.                       | Pick Me                                                         | Midas-T                                                | Midas-T | 3:46                     |                          |                          |                          |                          |                          |
| 20:54                    |                                                                 |                                                        | |                          |                          |                          |                          |                          |                          |

## Classement

### Classements hebdomadaires
| Classement (2016)               | Meilleure position |
| ------------------------------- | ------------------ |
| South Korea (Gaon Album Chart)  | 4                  |
| Taiwan (FIVE-MUSIC Album Chart) | 5                  |

### Classements mensuels
| Classement (2016)          | Meilleure position |
| -------------------------- | ------------------ |
| South Korean Albums (Gaon) | 4                  |

## Historique de sortie
| Pays                  | Date       | Format                    | Distributeur                          |
| --------------------- | ---------- | ------------------------- | ------------------------------------- |
| Corée du Sud, Mondial | 4 mai 2016 | Téléchargement numérique, | YMC Entertainment, LOEN Entertainment |
| Corée du Sud          | 9 mai 2016 | CD                        | YMC Entertainment, LOEN Entertainment |